# 田中雄大 (1999年12月生のサッカー選手)
田中 雄大（たなか ゆうだい、1999年12月14日 - ）は神奈川県出身のプロサッカー選手。Jリーグ・ヴァンフォーレ甲府所属。ポジションはミッドフィールダー。

## 略歴
桐光学園高校では1年次からレギュラー争いに割って入り、1年次と2年次に全国高等学校サッカー選手権大会に出場。3年次には主将を務めた。その3年生のときには湘南ベルマーレの練習などに参加し、高卒プロを目指していたが、高校卒業後はスポーツ推薦で早稲田大学に進学。同大サッカー部では後にプロ入りする加藤拓己、上川琢、田部井悠、杉田将宏らとプレーし、4年次には主将を務めた。
2021年11月、2022年シーズンからのファジアーノ岡山FC加入内定が発表された。
2022年2月20日、J2リーグ開幕節のヴァンフォーレ甲府戦でプロデビュー。この試合でプロ初ゴールも決めた。
2025年はヴァンフォーレ甲府へ期限付き移籍となった。

## 所属クラブ
- 南百合丘SC
- FC多摩JY
- 桐光学園高校
- 早稲田大学
- 2022年 -  ファジアーノ岡山FC
  - 2025年 -  ヴァンフォーレ甲府（期限付き移籍）

## 個人成績
| 国内大会個人成績 | 国内大会個人成績 | 国内大会個人成績 | 国内大会個人成績 | 国内大会個人成績 | 国内大会個人成績 | 国内大会個人成績 | 国内大会個人成績 | 国内大会個人成績 | 国内大会個人成績 | 国内大会個人成績 | 国内大会個人成績 |
| 年度             | クラブ           | 背番号           | リーグ           | リーグ戦         | リーグ戦         | リーグ杯         | リーグ杯         | オープン杯       | オープン杯       | 期間通算         | 期間通算         |
| 年度             | クラブ           | 背番号           | リーグ           | 出場             | 得点             | 出場             | 得点             | 出場             | 得点             | 出場             | 得点             |
| 日本             | 日本             | 日本             | 日本             | リーグ戦         | リーグ戦         | リーグ杯         | リーグ杯         | 天皇杯           | 天皇杯           | 期間通算         | 期間通算         |
| ---------------- | ---------------- | ---------------- | ---------------- | ---------------- | ---------------- | ---------------- | ---------------- | ---------------- | ---------------- | ---------------- | ---------------- |
| 2022             | 岡山             | 14               | J2               | 39               | 5                | -                | -                | 0                | 0                | 39               | 5                |
| 2023             | 岡山             | 14               | J2               | 33               | 4                | -                | -                | 0                | 0                | 33               | 4                |
| 2024             | 岡山             | 10               | J2               | 27               | 3                | 2                | 2                | 1                | 1                | 30               | 6                |
| 2025             | 甲府             | 14               | J2               |                  |                  |                  |                  |                  |                  |                  |                  |
| 通算             | 日本             | 日本             | J2               | 99               | 12               | 2                | 2                | 1                | 1                | 102              | 15               |
| 総通算           | 総通算           | 総通算           | 総通算           | 99               | 12               | 2                | 2                | 1                | 1                | 102              | 15               |

その他公式戦
- 2022年
  - J1参入プレーオフ 1試合0得点
- Jリーグ初出場・初得点 - 2022年2月20日 J2第1節 ヴァンフォーレ甲府戦 (シティライトスタジアム)

## 代表・選抜歴
- 2014年 U-15日本代表
- 2017年 U-18日本代表
- 2018年 日本高校選抜